# Probreviceps loveridgei
Probreviceps loveridgei é uma espécie de anfíbio anuro da família Brevicipitidae. Está presente na Tanzânia. A UICN classificou-a como em perigo de extinção.